# Bionix VCI
El transporte de tropas Bionix, es el germen de una familia de vehículos sobre orugas hechos en Singapur y desarrollados por Singapore Technologies Kinetics (antes Singapore Technologies Automotive, que ahora se conoce como Singapore Technologies Engineering). Los planes iniciales de aumentar la vida útil de los M113 en servicio en el Ejército de Singapur, que fue uno de los primeros vehículos blindados desarrollados bajo licencia en el sureste de Asia. El Bionix ha estado en servicio con las Fuerzas Armadas de Singapur (SAF) desde el año 1999 en las que se incluyen una amplia variedad de adaptaciones, que tienen como base al citado blindado, y en los que figura el Bionix II, Bionix MBT, Bionix 25 y en otras variantes artilladas como las Bionix 40/50.

## Historia
Junto con el crecimiento y el desarrollo de las Fuerzas Armadas de Singapur (SAF) durante la década de 1980, la necesidad de reforzar y, eventualmente; sustituir la flota de transportes blindados M113APC, fue la necesidad que llevó al Ministerio de Defensa (MINDEF) a requerir un desarrollo de un primer blindado autóctono en esta clase para así luego constituir una flota de vehículos blindados para operar en conjunto con la actual plantilla de carros ligeros AMX-13SM1 del arsenal singaporí sin inconvenientes de logística u otro alguno.
El desarrollo de la familia de blindados de la serie Bionix se inició en 1988. Pasaron varios años antes de salir de la fase de prototipo, y en 1995 finalmente se encargaron, dando su primera entrega el 26 de marzo de 1997. La firma ST Automotive obtuvo un contrato por S$2500 millones dólares (US$1700 millones en marzo de 1997); y fue la primera entrega de los varios de cientos de TPB's Bionix hechas a las Fuerzas Armadas de Singapur. Los primeros vehículos de producción se asignaron al Batallón N.º 42 de los Regimientos Mecanizados de Singapur, en julio de 1999.
Los vehículos de la familia Bionix desde entonces han sido sustituidos por la variante más avanzada, el Bionix II; que se incorporó al servicio con las Fuerzas Armadas de Singapur desde octubre de 2006.

## Desarrollo
Con la participación de las Fuerzas Armadas de Singapur (SAF, por sus siglas en inglés); por su acrónimo en inglés), the Organización de Industrias de Materiales para la Defensa (DMO', por sus siglas en inglés); y las organizaciones anexas y encargadas de la compra y adquisición de materiales del Ministerio de Defensa de Singapur como garantes, se fijó la meta de construir un blindado para el transporte de tropas basado en los estudios conducidos a éste fin, y de acuerdo con los avances tecnológicos disponibles, según lo cual se le aconseja a dicho ministerio la dirección y gerencia del proyecto. Se realiza en el paso siguiente un estudio en el que se evalúan las capacidades y vehículos similares disponibles en el mercado, encontrándose los siguientes como el el Warrior inglés, el Bradley norteamericano, y el Marder alemán (Schützenpanzer Marder I), los que por ende se evaluarían para calificar su desempeño y así obtener información para iniciar el proyecto. La búsqueda así mismo dio por resultado que en ningún caso algún blindado de los que se evaluaron cumpía con los específicos requerimientos del alto mando militar singaporí. Ante lo cual, la decisión de desarrollar un vehículo localmente producido es el resultado final. El diseño de un blindado totalmente definido por el estudio local se hizo necesario dadas las muy exigentes necesidades, como la de suplir las deficiencias de los vehículos semi-blindados disponibles en el arsenal de Singapur, pero aparte se ve una oportunidad para el demostrar las capacidades de la industria de la defensa local. Inicialmente llamados BIONIX, éste TPB es el producto de un triunvirato de equipos de ingenieros y expertos de diseño de la Singapore Technologies Automotive, DMO y elG5 del Ejército, que trabajaron mancomunadamente con los cuarteles generales de la caballería y la infantería mecanizada para producir un blindado acorde a sus necesidades operatiovas y a otros requerimientos del Ejército de Singapur. Las consideraciones clave durante el diseño y de los procesos subsiguientes incluyeron características tales como un alto poder de fuego, una buena movilidad en carretera y a campotraviesa, un peso reducido, capacidades anfíbias, y un grado adecuado de protección a amenazas tales como explosivos improvisados y minas terrestres.

## Descripción

### Blindaje y protección
El casco y la torreta están hechos de acero soldado con estructuras chapadas de construcción modular, que incluyen unos módulos de blindaje de protección adicional de tipo pasivo. Un kit de blindaje adicional puede ser instalado con una capa de adiciones de armadura pasiva sobre los espacios desprotegidos o susceptibles al fuego enemigo, sobre la superestructura del blindado.

### Motorización
El Bionix es un diseño compacto producido para cumplir con las condiciones de países del Pacífico donde el tamaño pequeño es una gran ventaja cuando se trata de vadear las plantaciones selváticas y pantanosas de este entorno geográfico tan impredecible, así como sobre los caminos y los puentes que no están diseñados para vehículos pesados. La potencia suministrada por el motor de la firma Detroit Diesel Corp; de la referencia 6V93, para conducir sus 23 toneladas es de 496 caballos de fuerza, lo que le asegura al Bionix el ser capaz de superar los terrenos más difíciles. Las futuras actualizaciones de motorización pueden ser desarrolladas acorde a las necesidades de sus futuros usuarios.
El paquete de motorización integrado va montado a la derecha del casco del vehículo, y puede ser removido del Bionix como una unidad completa en menos de 15 minutos. El motor está acoplado a la transmisión de tipo automático de la referencia L-3 HMPT-500EC, que es una transmisión desarrollada por la General Dynamics Propulsion Group; ésta transmisión es totalmente hidráulico-mecánica, que le da a los mandos finales; proporcionados por la firma británica de sistemas para la defensa David Brown una adaptabilidad a los pasos accidentados más difíciles. El compartimiento del motor también está equipado con un sistema de detección automática y supresión de incendios, que equipa un extintor de polvo seco, complementado por uno manual de seguridad; para los casos en que falle y/o sea dañada la computadora de a bordo.

### Diseño interior
El diseño del Bionix es convencional, con el conductor ubicado en la parte delantera izquierda; el compartimiento de la motorización situado en la parte delantera derecha; y la torreta en el centro, con el compartimiento de tropas y el acceso al mismo situados en la parte trasera del casco. El acceso al alojamiento de las tropas es realizado mediante una rampa, que cuenta con un mecanismo de accionamiento eléctrico; y situado a su vez en la parte posterior del vehículo, lo que le permite funcionar como un acceso de emergencia a la puerta de salida. Una sola escotilla se instala en el compartimiento de la tropa para su salida al exterior y/o evacuación por el techo.
El conductor entra a través del techo, mediante una escotilla de acceso que se abre en la parte trasera izquierda. Al conducir ésta permanece cerrada, y la observación le es suministrada por un conjunto de tres periscopios con sistemas de visión diurna, mientras que el periscopio central puede ser reemplazado por un periscopio con un sistema intensificador de imágenes para que el conducir de noche no sea algo atribulado. La conducción del vehículo es realizada mediante un pequeño volante en lugar un sistema de palancas, y cuenta con una transmisión automática que está instalada para facilitar su maniobra a tripulantes inexpertos, con esto sólo hay dos pedales, el del acelerador y el del freno. El panel de instrumentos está montado a la izquierda, con la caja de selección de marchas a la derecha de esta posición.
En la torreta, la estación del artillero está situada a la derecha; y la estación del comandante está a la izquierda, cada uno con una sola escotilla como entrada/salida al o del habitáculo. El giro de la torreta es de 360 °. Su traverso y la elevación de las armas es de accionamiento totalmente eléctrico y de control digital. Tanto el artillero como el comandante disponen de un botón de parada de emergencia en la torreta, así mismo son capaces de accionar las armas y el sistema de control/supresión de incendios desde su posición. El artillero dispone de la caja de control de la torreta en su derecha, y tanto la tripulación de la torreta como los miembros de la tripulación de asalto cuentan con un asiento ajustable. El equipo de comunicaciones va instalado en el saliente de la torreta.
Los modelos básicos de producción carecen de sistemas aire acondicionado incorporados; así como de sistemas de protección ABQ, pero le pueden ser montados si el usuario final lo requiere, o si se hace necesario dado su entorno de combate.

### Puntería y miras
El artillero tiene un doble control para las armas, y dispone de un conjunto de miras de acción diurna/térmica, con un aumento de x8 y dos campos de visión (alta y baja), con miras ajustables para el cañón en las versiones equipadas con armas de calibre 25 mm/40 mm, y una ametralladora calibre 7,62 mm coaxial al cañón. El comandante cuenta con un sistema óptico que comparte las imágenes de los sistemas de mira del artillero y una solitaria palanca de control, que le permiten accional las armas independientemente de los mandos dados al sistema, y que posibilitan repeler ataques en caso de faltar y/o resultar herido el artillero. El comandante del vehículo tiene un periscopio de cinco aumentos y de visión diurna para darle una panorámica de la parte delantera de la torreta, así como del lado izquierdo y la parte trasera del blindado, siendo este un sistema de visión segmentada, inhibiendo una vista panorámica total del vehículo. El artillero cuenta con tres periscopios (1 x 2 x M17 y L794D), que le dan una panorámica segmentada de la parte derecha y la trasera del blindado.

## Variantes

### Prototipos
- XV1/ XV2

Durante la fase de experimentación y puesta en pruebas del diseño, dos vehículos experimentales fueron construidos. El primer vehículo experimental, XV1, fue concebido en agosto de 1989 y operado por primera vez en enero de 1990, mientras que un segundo y tercer vehículo, XV2 y XV3, que se hicieron sobre la base de un nuevo diseño, se pusieron en pruebas en diciembre de 1990 y marzo de 1991 respectivamente. Estos se utilizaron para probar los nuevos sistemas de funcionamiento y las alternativas de paquetes de motorización; luego, con la firma de los pliegos de preproducción VIF en enero de 1993, el primer blindado en uso como banco de pruebas ya estaba disponible, y los bancos de pruebas 2 y 3 se prepararon en junio de 1993. Con la aceptación en el servicio de la variante final por parte del Ministerio de Defensa de Singapur, el prototipo final y de preproducción del modelo fue lanzado entre julio de 1995 y junio de 1996. Un total de 9 plataformas de prueba fueron construidas anteriormente a la puesta en producción final, dada en 1997.

#### Vehículo de transporte de infantería
La variante de ICV fue diseñado como una versión altamente modificada de la original y especialmente adaptada para cumplir con los requisitos operacionales del Ejército de EE. UU. para satisfacer su demanda por un vehículo blindado intermedio para sus Equipo de Combate Provisional de Brigada (IBCT) en el 2001. La torreta original fue reemplazada por una hecha y dotada con armas de los arsenales disponibles en Estados Unidos por la firma Recon, dotada de sistemas de reconocimiento óptico, y estabilizadores dentro del afuste para el cañón y las estaciones de armas remotas, éstas iban armadas ya sea con una ametralladora de calibre 12,7 mm, una ametralladora de calibre 7,62 mm o un lanzagranadas automático de 40 mm. La sustitución de la torreta original reduce el peso hasta las 17 toneladas, y lo hace lo suficientemente ligero como para ser transportado en un avión Hércules. Perdió la competencia frente al VCI Stryker; de muy bajas prestaciones, y posteriormente nunca entró en producción.

#### Carro de Combate Bionix
Partiendo de la necesidad de reemplazar sus   AMX-13 SM1, o aumentar su flotilla actual de tanques ligeros, El MINDEF y la firma especializada en materiales para la defensa, United Defense; llevan a cabo una serie de estudios para montar la torreta Rayo que equipa al M8, y que va equipada con un cañón de calibre 120 mm y alternativamente una con un cañón de calibre 105 mm; en una variedad de chasis, es decir, una en un casco alargado del sistema Bionix, y otro en la Plataforma de combate de vehículos Universal y una variante de chasis del Thunderbolt. Los primeros intentos de organizar en el pequeño chasis el amplio cañón Oto Melara de calibre 120 mm en la torreta de Bionix no tuvieron el éxito inicialmente esperado. Singapur ha adquirido unos 66 a 132 carros de combate renovados Leopard 2A4 para en este caso dejar de paliar las necesidades de un carro de combate capacitado con medidas tan desgastantes como las anteriores. Ninguno de los blindados propuestos ha entrado en servicio, salvo ciertas versiones armadas con cañones más compactos, de calibre 90 mm.

## Variantes de producción[9]

### Bionix 25
Primer modelo de producción. Armados con cañones de calibre 25mm Bushmaster en la torreta y complementados con 2 ametralladoras GPMG de calibre 7.62mm. Los primeros modelos de producción del Bionix 25 se completaron en septiembre de 1997, y cumpliendo los puntos tocados en el contrato de la Fase I del acuerdo de producción otorgado a Singapore Technologies Automotive (STA). La producción continuó hasta el año 2001. Un total de 300 fueron construidos para las SAF.

### Bionix 40/50
Variante con el sistema de arma montado diferente de la anterior versión. Cuenta con las siguientes armas montadas: Un Lanzagranadas de calibre 40mm AGL/CEI 50HMG en la estación de armas individuales,  y complementado de dos 2 ametralladoras GPMG del calibre 7,62. Con capacidad para 11 soldados. Se construyeron 300 únicamente.

### Bionix II
En el cambio de siglo, el diseño de Bionix recibió una urgente actualización, y como resultado surge el Bionix II, el cual fue desarrollado conjuntamente entre el la Agencia para la Defensa y de la Ciencia y Tecnología (DSTA), y Singapore Technologies Engineering (STE). La torreta principal pasó a montar un cañón de calibre 30 mm de segunda generación (Bushmaster II)  y armas secundarias mejoradas. El nuevo cañón tiene un 50%  más de capacidad de penetración de blindajes, mientras que el blindaje se ha mejorado, incrementando la protección hasta en un 50% más frente a las ojivas de carga cinética o de alto explosivo. La incorporación de un sistema de gestión de entornos de combate digitalizado le permite al Bionix II el mantener una mayor competencia en cuanto a su funcionalidad y capacidad de supervivencia, mediante la interacción en tiempo real y la reemisión de información a otros vehículos amigos activos vinculados; así como con otras unidades de los Ejércitos aliados, o del Ejército de Singapur, así como asegura su interacción con vehículos y carros de comando de la Fuerza Aérea y la Armada de Singapur, dando así un mejor desempeño durante todo el proceso táctico. El Bionix II ha mejorado sus sistemas de Visión diurno / nocturno, así como los de observación térmicos (DNTSS), y aumenta la efectividad del cañón con un sistema de estabilización de doble eje para mejorar los movimientos de seguimiento del blanco, y un sistema de visión integrado a las miras del artillero, incluido un telémetro láser; que tiene un rango efectivo de hasta 3 km. La actualización también incluye un sistema ABQ, que monta un equipo de aire acondicionado, protección renovada frente al impacto de minas y mejoras en los sistemas del cañón de 30 mm.

### Bionix ARV

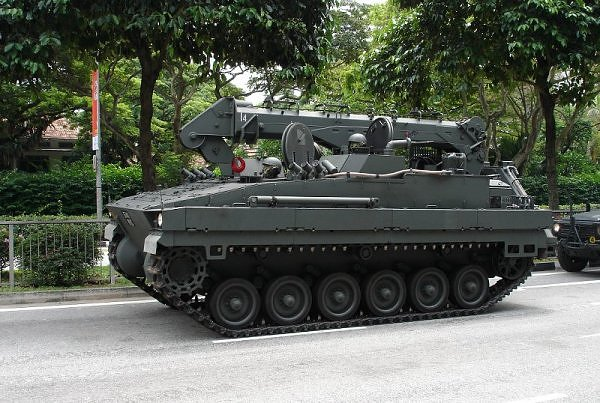
Bionix ARV (Variante del vehículo de Recuperación).

Versión equipada con una grúa de 30 toneladas, y un cable de arrastre de 25 toneladas de capacidad.

### Bionix AVLB

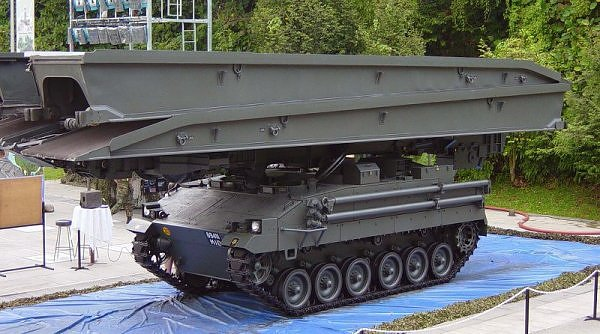
Bionix AVLB (Variante del vehículo Lanza puentes)

Variante equipada con un puente MLC30 que puede ser lanzado y apontonado en tan sólo 7 minutos por dos tripulantes, el comandante y el conductor; desde dentro del blindado en su compartimiento interno, o mediante un panel de control remoto. Cuando es extendido el puente puede usarse para cruzar una distancia de hasta 22 metros.

### Vehículo Contra-Minas Bionix (Trailblazer)

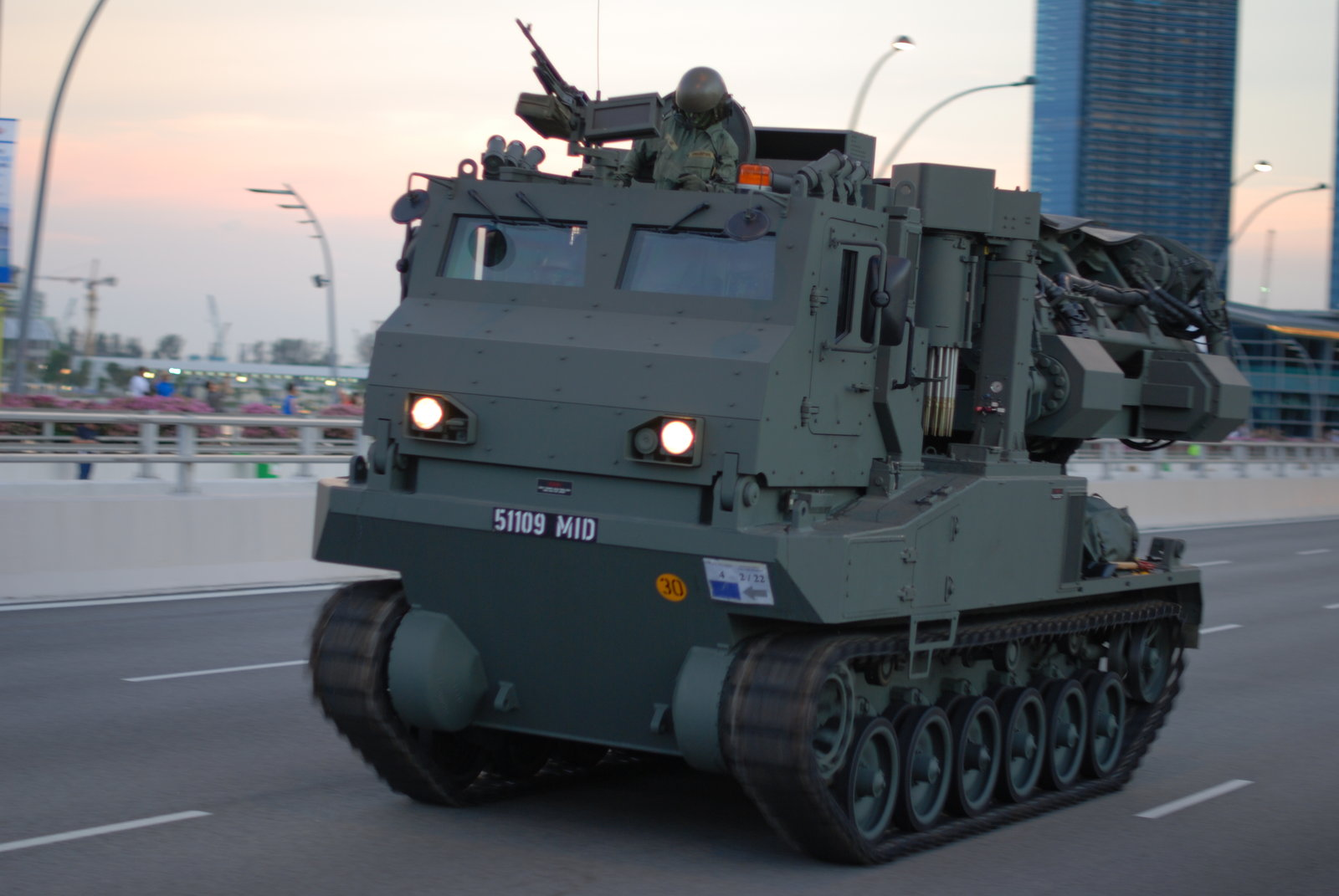
Bionix Trailblazer (Variante del vehículo contra minas y explosivos).

El SAF ha instalado una pala frontal de 30 toneladas que ofrece una protección de clase alta contra el impacto de Minas ant-vehículos (CMV), construido sobre el chasis del Bionix y denominado Trailblazer, que utiliza un sistema de maya de diseño propio en este blindado para las labores de desminado. Además de la remoción de minas, el Trailblazer es capaz de marcar sus rutas mediante un sistema de carril marcado con unas barras de accionamiento neumático despedidas desde su mecanismo, lo que a otros vehículos les hace posible el seguir rápidamente al Trailblazer, y con la seguridad de no ser alcanzados por la detonación de las minas y sin perder el impulso en la marcha en caso de operaciones.

### Desarrollos relacionados
- SSPH Primus

### Vehículos similares
- Marder
- Schützenpanzer Puma
- Lynx
- ZBD-97
- K-200/KIFV
 K-21 IFV
- AIFV
 M2/M3 Bradley
- /ASCOD Pizarro/ULAN
- AMX-10P
- TAM VCTP
- Namera
  Achzarit
- Dardo
- Tipo 89 VCI
- VCI Anders
- FV510 Warrior
- BMP-3
  BMP-T
- CV90/CV9030/CV9040

### Véase en video
- SAF Defence Watch - Trailblazer Counter-Mine Vehicle en YouTube.

- Datos: Q864633
- Multimedia: Bionix / Q864633